# E-m-s new media
Die e-m-s new media AG war ein Unternehmen, welches Filmlizenzen verwertete, DVDs verkaufte und Digitalisierungsaufgaben durchführte. Nach Unternehmensangaben verfügte die e-m-s new media über 800 Spielfilm-Lizenzen aller Genres und rund 550 Musik- und Special-Interest-Lizenzen, vor allem von B-Movies.

## Geschichte
1997 wurde das Unternehmen (als Hecker & Schneider GmbH, danach firmierend als Hecker Digital) gegründet und produzierte die erste Spielfilm-DVD Deutschlands. Am 21. November 2000 ging das Unternehmen an die Börse.
2004 begann die Umstrukturierung des bis dahin auf das DVD konzentrierte Geschäft zur Verwertung von Film- und anderen Rechten. Dafür wurde die Tochtergesellschaft e-m-s music GmbH gegründet und ein Büro in Los Angeles eröffnet. Seit dem 1. Dezember 2011 ist die e-m-s music GmbH nicht mehr existent und wurde von Amts wegen aus dem Handelsregister ausgetragen. Im April 2005 wurde die 3L Filmproduktion GmbH, später e-m-s filmproduction GmbH, gegründet, welche als Co-Produzent für deutsche Filmprojekte auftrat. Die e-m-s filmproduction GmbH wurde am 5. Juli 2013 aus dem Handelsregister wegen Vermögenslosigkeit von Amts wegen ausgetragen und ist demzufolge nicht mehr existent.
Das Unternehmen stellte Anfang 2006 einen Antrag vom Prime Standard in den General Standard wechseln zu können.
Mitte August 2007 musste das Unternehmen mitteilen, dass mehr als die Hälfte des Grundkapitals aufgebraucht war und es daher nach dem Aktiengesetz eine außerordentliche Hauptversammlung einberufen müsse.
Das Unternehmen bündelte Anfang 2000 seinen Vertrieb der eigenen DVD-Produktionen in der e-m-s sales GmbH. Über dieses Unternehmen wurde der deutsche Handel beliefert. Einer der wichtigsten Abnehmer war das Großhandelsunternehmen TMI, welches wiederum für Einzelhandelsketten sowie für einige Online-Händler wie buecher.de oder buch.de die Direktdistribution übernahm und konnte Forderungen der e-m-s sales GmbH in Höhe von 223.397,83 Euro nicht begleichen. Aufgrund dieses Zahlungsausfalls meldete e-m-s sales GmbH am 5. März 2009 ebenfalls Insolvenz aus Mangel an liquiden Mitteln an.
Vorstand und Mehrheitsaktionär der e-m-s new media AG und Geschäftsführer der Tochtergesellschaften e-m-s new media AG, e-m-s studios GmbH und e-m-s filmproduction GmbH war Werner Wirsing. Seit 1. August 2009 war Ralf Simon zum weiteren Vorstand bestellt und sollte ab 1. November 2009 Alleinvorstand der e-m-s new media AG werden.
Am 21. Mai 2010 hat die e-m-s new media AG vor dem Amtsgericht Dortmund Antrag auf Eröffnung eines Insolvenzverfahrens gestellt. Anfang Januar 2012 erfolgte ein Delisting an den Börsen. Die Firma e-m-s existiert seitdem nicht mehr.

## Auszeichnungen
- 2007: DVD Champion in der Kategorie Pioneer Award an Werner Wirsing, „für seine Pionierleistung im deutschen DVD-Markt“[6]